# Фліт-Штегеліц

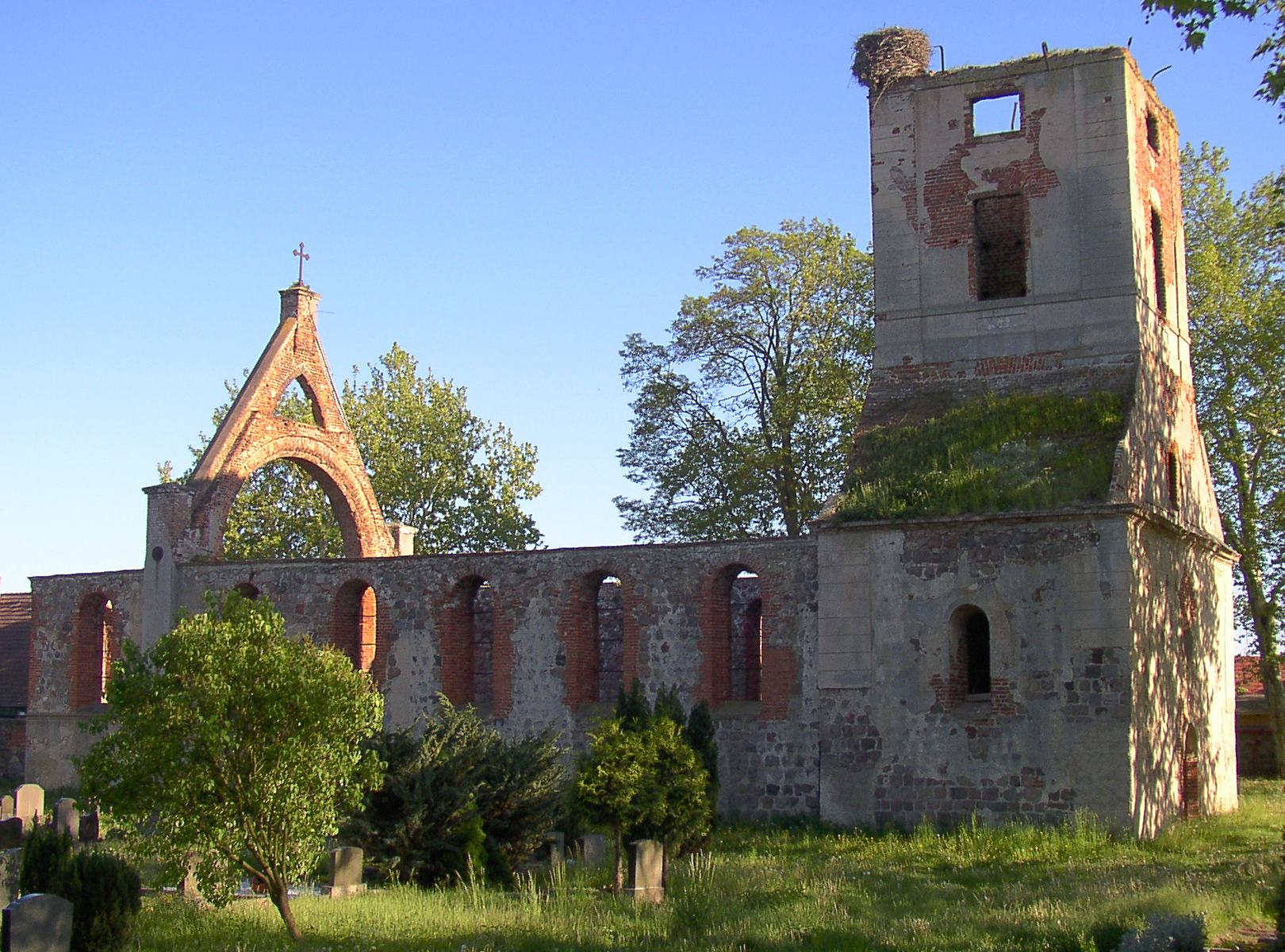
Руїни церкви

Фліт-Штегеліц (нім. Flieth-Stegelitz) — громада у Німеччині, у землі Бранденбург. 
Входить до складу району Уккермарк. Підпорядковується управлінню Герсвальде. Населення - 631 мешканці (на 31 грудня 2010). Площа - 46,60 км². Офіційний код  — 12 0 73 157. 

## Населення
| Рік  | Населення |
| ---- | --------- |
| 2005 | 715       |
| 2010 | 652       |